# Shin Jeong-you
Shin Jeong-you (hangul: 신정유) también conocido como Jeong Yu (hangul: 정유), es un actor, cantante y bailarín surcoreano.

## Carrera
Es miembro de la agencia "STARDIUM Entertainment".

### Televisión
El 17 de octubre del 2018 se unió al elenco de la serie web Govengers donde dio vida a Shin Jeong-yu, un cantante entrenado que tiene la capacidad de pausar el tiempo, hasta el final de la serie el 25 de noviembre del mismo año.
El 14 de marzo del 2019 se unió al elenco principal de la serie Triple Fling donde interpretó al estudiante Jung Da-hyun, hasta el final de la serie el 2 de mayo del mismo año.
El 1 de agosto del miso año se unió al elenco de la segunda temporada de la serie web Triple Fling Season 2 (트리플썸2) donde volvió a dar vida a Da-hyun, hasta el final de la serie el 19 de septiembre del mismo año. 
El 24 de diciembre del mismo año se unió al elenco de la serie web Wish Woosh 2 donde interpretó a Lee Min-woong, un joven que se enamora Min Ji-woo (Song Ji-eun), su compañera de trabajo que no cree en las relaciones dentro del lugar de trabajo, hasta el final de la serie el 23 de enero del 2020.

### Música
Jeongyu sabe tocar el piano.
Es el vocalista principal del grupo surcoreano "THE MAN BLK", donde forma parte desde el 15 de noviembre del 2018 junto a Jin Hwan, Sung Yong, Se Ung, Jun Won, Hyeong Seok, Chan Yi, Woo Jin, Seung Ho y Tae Woo.

## Filmografía

### Series de televisión
| Año         | Título                | Personaje      | Notas                      |
| ----------- | --------------------- | -------------- | -------------------------- |
| 2019 - 2020 | Wish Woosh 2          | Lee Min-woong  | 10 episodios - (serie web) |
| 2019        | Triple Fling Season 2 | Jung Da-hyun   | (serie web)                |
| 2019        | Triple Fling          | Jung Da-hyun   | 8 episodios - (serie web)  |
| 2018        | Govengers             | Shin Jeong-you | 12 episodios - (serie web) |

### Programas de variedades
| Año  | Título            | Notas |
| ---- | ----------------- | ----- |
| 2018 | Nonhyeon Stardium |       |

### Anuncios
| Año  | Título   | Notas |
| ---- | -------- | ----- |
| 2019 | BBQ치킨  |       |
| 2018 | LG U+ 5G |       |

## Discografía

### Miniálbum
| Año  | Título                           | Notas |
| ---- | -------------------------------- | ----- |
| 2018 | 1st Mini Album: "Various Colors" |       |